# Kenzan

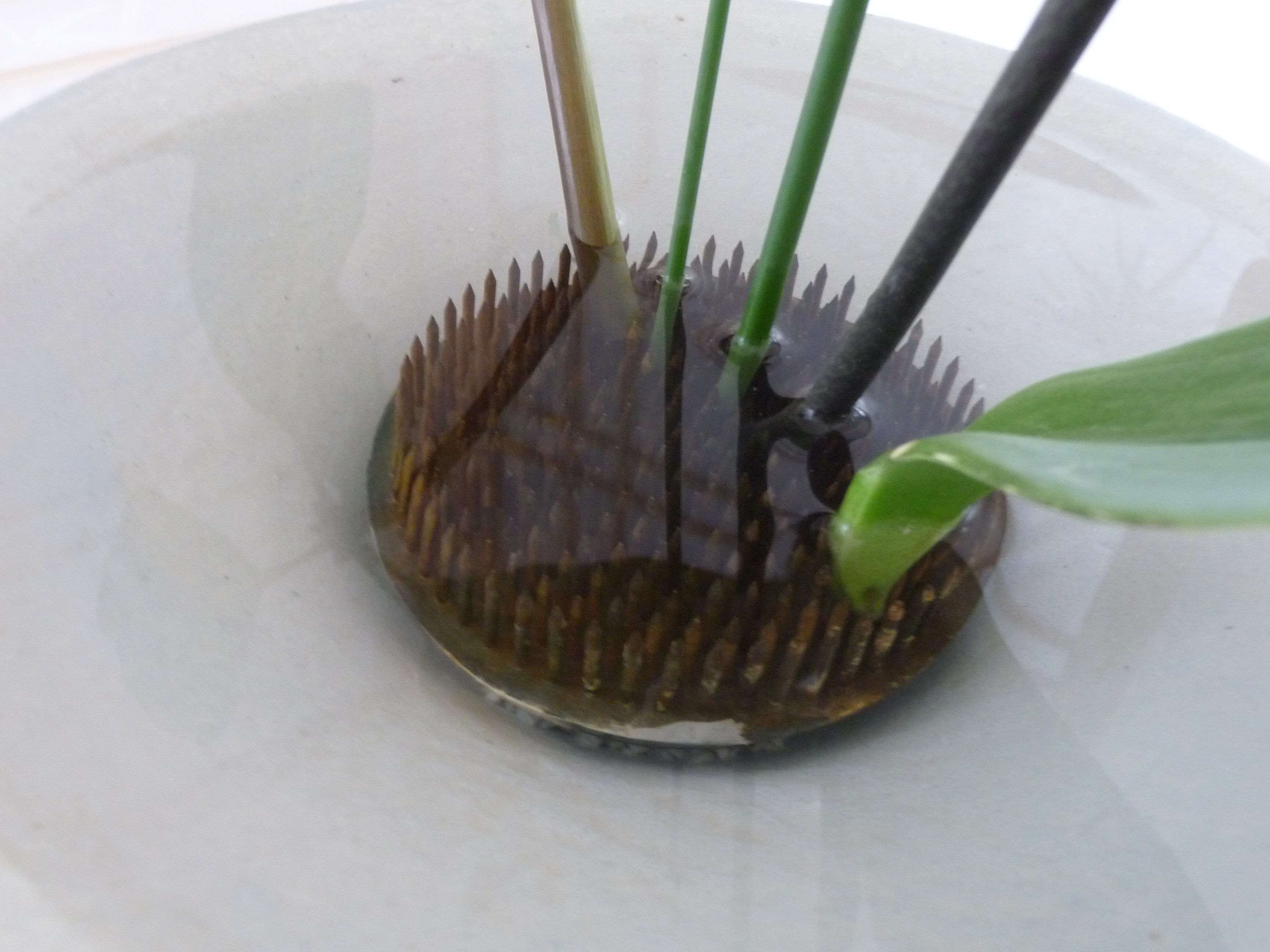
Kenzan

Kenzan (en japonés: 剣山, lit. 'espada montaña') es una pieza plana de plomo, de formas diversas, con decenas de pinchos de bronce en los que se clavan flores, hojas o ramas.

## Utilización

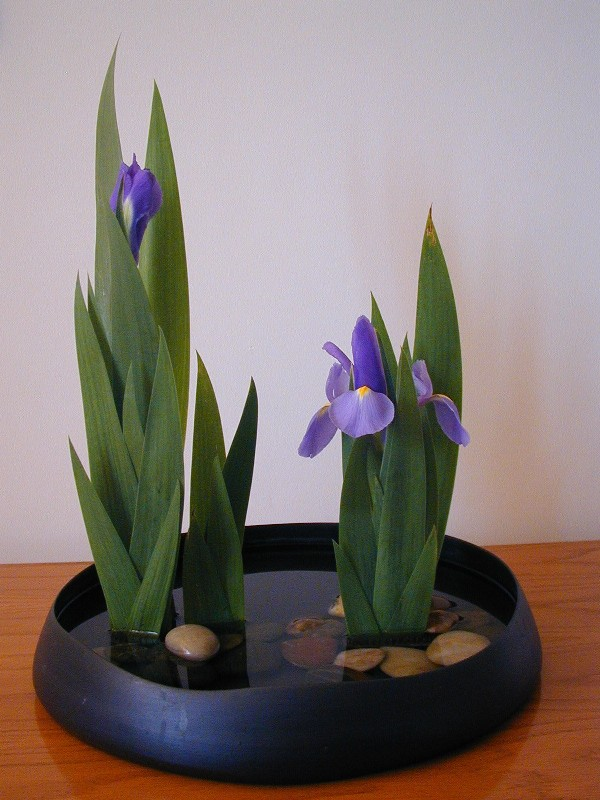
Arreglo de Ikebana.

El kenzan está sumergido en el agua del florero o plato, con los pinchos hacia arriba, y sirve de soporte al arreglo floral. El kenzan, como el «púrpura de abejas», no se ve. Pero gran parte de la espiritualidad que sugiere el arreglo floral japonés depende del kenzan.
En el arreglo floral japonés, en el ikebana o Kadō, asombra muchas veces ver las flores y otros componentes enhiestos, sin apoyo en las paredes del florero, o sencillamente «naciendo» de un plato con agua. El kenzan explica el truco.

### Utilización en la lucha libre profesional
Debido al diseño pequeño y puntiagudo del kenzan, ocasionalmente se emplea como una arma afilada en combates hardcore de lucha libre profesional, en los que los luchadores clavan las púas de metal del kenzan en el cuerpo de otro luchador. Algunas empresas en las que se utiliza más comúnmente son empresas en las que el estilo de lucha es principalmente violento, como Combat Zone Wrestling, Big Japan Pro Wrestling, Insane Championship Wrestling y Desastre Total Ultraviolento.